# S-adenozilmetionin:tRNK riboziltransferaza-izomeraza
-adenozilmetionin:tRNK riboziltransferaza-izomeraza (EC 2.4.99.17, QueA enzim, kveozin biosinteza protein QueA) je enzim sa sistematskim imenom S-adenozil--metionin:7-aminometil-7-deazaguanozin riboziltransferaza (ribozil izomerizacija; L-metionin, otpuštanje adenina). Ovaj enzim katalizuje sledeću hemijsku reakciju
-adenozil--metionin + 7-aminometil-7-karbaguanozin34 u tRNK {\displaystyle \rightleftharpoons } -metionin + adenin + epoksikveozin34 u tRNK
Ova reakcija je kombinovani transfer i izomerizacija ribozne grupe S-adenozil-L-metionina do modifikovanje guanozinske base u nestabilnoj poziciji tRNK molekula specifičnih za Tyr, His, Asp ili Asn.

## Literatura
- Nicholas C. Price; Lewis Stevens (1999). Fundamentals of Enzymology: The Cell and Molecular Biology of Catalytic Proteins (Third изд.). USA: Oxford University Press. ISBN 019850229X.
- Eric J. Toone (2006). Advances in Enzymology and Related Areas of Molecular Biology, Protein Evolution (Volume 75 изд.). Wiley-Interscience. ISBN 0471205036.
- Branden C; Tooze J. Introduction to Protein Structure. New York, NY: Garland Publishing. ISBN 0-8153-2305-0.
- Irwin H. Segel. Enzyme Kinetics: Behavior and Analysis of Rapid Equilibrium and Steady-State Enzyme Systems (Book 44 изд.). Wiley Classics Library. ISBN 0471303097.

## Spoljašnje veze
- S-adenosylmethionine:tRNA+ribosyltransferase-isomerase на 